# Zygmunt Steuermann
Zygmunt Steuermann (* 5. Februar 1899 in Sambor, Österreich-Ungarn, heute Ukraine; † Dezember 1941 oder 1943 in oder bei Lemberg) war ein polnischer Fußballnationalspieler und Opfer des Holocausts.

## Leben

### In der k.u.k. Monarchie
Zygmunt Steuermann wurde als viertes und jüngstes Kind einer assimilierten jüdischen Familie als Untertan des österreichischen Kaisers Franz Joseph I. geboren. Sein Vater war promovierter Rechtsanwalt und zeitweilig Bürgermeister seiner Heimatstadt Sambor. In der Familie wurde Deutsch und Polnisch gesprochen.
Seine ältere Schwester Salomea (Salka) trat als Schauspielerin an deutschsprachigen Bühnen in Österreich-Ungarn auf und war später unter ihrem Ehenamen Salka Viertel als Drehbuchschreiberin in Hollywood erfolgreich. Seine zweite Schwester Rosa (Ruzia) bekam ein Engagement am Schiller-Theater in Berlin, später heiratete sie den Regisseur Josef Gielen, den Vater des Dirigenten und Komponisten Michael Gielen. Sein älterer Bruder Eduard Steuermann machte sich später als Komponist, Pianist und Musikpädagoge einen Namen. Zygmunt bekam in der Familie den Spitznamen „Dusko“.
Zu Beginn des Ersten Weltkriegs verließ die Familie aus Furcht vor den für ihre Judenpogrome berüchtigten Kosaken-Verbänden der Zarenarmee Galizien und ließ sich in Wien nieder, wo Zygmunt ein Gymnasium besuchte und die Reifeprüfung ablegte. 1917 meldete er sich freiwillig zur k.u.k. Armee und kam bei einem Artillerieregiment in der Slowakei zum Einsatz.

### Republik Polen
Nach der Niederlage der Mittelmächte im Krieg blieben die Geschwister Zygmunt Steuermanns in Österreich oder im Deutschen Reich. Er selbst kehrte in seine Heimatstadt zurück, die nun zum wiedergegründeten polnischen Staat gehörte, und nahm die polnische Staatsangehörigkeit an. Er meldete sich freiwillig als Offiziersanwärter zu den neu aufgestellten Streitkräften. 1919/20 nahm er am Polnisch-Sowjetischen Krieg teil.
Nach dem Ende der Kriegshandlungen ließ er sich in Lemberg (polnisch: Lwów) nieder. Er lebte zunächst von den Zuwendungen seines Vaters, da er sich „nicht für einen richtigen Beruf entscheiden“ konnte. Er erhielt auch Prämien bei seinen Fußballclubs sowie für andere Sporterfolge; so gewann er mehrere lokale Tennismeisterschaften.
Nach Beendigung seiner Karriere als Fußballspieler Mitte der dreißiger Jahre blieb er in Lemberg. Er ignorierte die Einladungen seiner nach Kalifornien ausgewanderten ältesten Schwester, ebenfalls in die USA überzusiedeln. Ebenso schlug er das Angebot aus, mit einer zionistischen Gruppe in das unter britischem Mandat stehende Palästina zu gehen.

### Im Zweiten Weltkrieg
Aufgrund des Ribbentrop-Molotow-Paktes wurde das damalige Ostpolen in der zweiten Septemberhälfte 1939 von der Roten Armee besetzt. Ende Oktober 1939 wurde es nach einem manipulierten Referendum von der Sowjetunion annektiert. Um der Deportation nach Sibirien, die vor allem Angehörige der polnischen Elite traf, zu entgehen, nahm Steuermann die sowjetische Staatsangehörigkeit an und kehrte in seine Heimatstadt Sambor zurück.
Vergeblich versuchte seine Schwester Salka in Kalifornien, ihm die Ausreise zu ermöglichen. Sie schaltete sogar den US-Botschafter in Moskau, Laurence Steinhardt, ein, der selbst aus einer jüdischen Familie stammte. Zygmunt Steuermann bekam jedoch keine Erlaubnis zur Reise von Sambor nach Moskau, während sie seiner Mutter gestattet wurde. Sie bekam ein US-Visum und konnte mit der Transsibirischen Eisenbahn die Sowjetunion verlassen.
Im Gegensatz zu Tausenden jüdischer Einwohner, die nach dem deutschen Überfall auf die Sowjetunion (Unternehmen Barbarossa) am 22. Juni 1941 mit den sowjetischen Verbänden nach Osten flohen, blieb Steuermann in Sambor, das von der Wehrmacht besetzt wurde. Polnischen Historikern zufolge wurde er in das Ghetto Lemberg deportiert und dort im Dezember 1941 erschossen. Seiner Schwester Salka aber berichteten nach dem Krieg zwei Überlebende der deutschen Besatzung unabhängig voneinander, dass er 1943 aus einem Zug gesprungen sei, der Juden in ein KZ bringen sollte, doch hätten ihn SS-Wachen sofort erschossen.

## Sportkarriere
Gegen den Widerstand seiner Eltern, die Fußball als „Rowdytum“ betrachteten, trat Zygmunt Steuermann bereits als zwölfjähriger Schüler dem lokalen Club Korona Sambor bei. Nach der Übersiedlung der Familie nach Wien 1914 spielte er dort erst in der Jugendmannschaft des Gersthofer SV, dann bei Germania, schließlich beim Amateur-Sportverein, dem Club des assimilierten jüdischen Bürgertums.

### Polnische Liga
Nach dem Weltkrieg und dem Wehrdienst in den polnischen Streitkräften unterschrieb er 1920 bei seinem ersten Club Korona Sambor einen Vertrag und nahm die Position des Mittelstürmers ein. Nach einem Jahr wechselte er zu ŻKS Lwów (Jüdischer Sportclub Lemberg).
Von 1923 an spielte er für Hasmonea Lemberg, den stärksten jüdischen Fußballclub in Polen. 1925 verhängte der polnische Fußballverband PZPN Sanktionen gegen Hasmonea wegen Verstoßes gegen den Amateurstatus. Neun Spieler wurden wegen verbotenen „Berufsspielertums“ mit Sperren und Geldstrafen belegt. Steuermann konnten allerdings keine Verfehlungen nachgewiesen werden.
1927 gehörte Hasmonea zu den Gründern der polnischen Liga, musste aber nach zwei Jahren aus der obersten Spielklasse absteigen. Der 1,83 Meter große Steuermann, der 85 Kilogramm wog und über einen überaus kräftigen Schuss verfügte, wurde zum Torjäger seines Vereins: In 52 Ligaspielen erzielte er 41 Treffer.
1929 wechselte er zu Legia Warschau, kehrte aber nach nur einem Jahr zu Hasmonea zurück.

### Nationalmannschaft
Bei seinem ersten Auftritt in der Nationalmannschaft 1926 gegen die Türkei in Lemberg gelang ihm beim 6:1-Sieg der erste Hattrick in der Geschichte der Nationalmannschaft.
In seinem zweiten und letzten Länderspiel 1928 gegen die USA konnte er mit seinem Elfmetertor zum 3:3 in der letzten Minute eine polnische Niederlage abwenden. In der Ehrenloge des Warschauer Stadions saß bei der Partie erstmals Staatspräsident Ignacy Mościcki.

### Zweiter Weltkrieg
Im Herbst 1939 schloss sich Steuermann im sowjetisch besetzten Sambor wieder seinem Heimatclub Korona an. Doch wurde der polnische Klub von der sowjetischen Geheimpolizei NKWD aufgelöst und wenig später mit sowjetischer Leitung als Dinamo Sambor neugegründet. Steuermann spielte für ihn bis kurz vor dem Einmarsch der Wehrmacht in der Region Ende Juni 1941.